# 新艾略特 (印第安納州)
新艾略特（英語：New Elliott）是位於美國印第安納州萊克縣的一個非建制地區。該地的面積和人口皆未知。